# Diocèse d'Albacete
Le diocèse d'Albacete (en latin : Dioecesis Albasitensis ; en espagnol : Diócesis de Albacete) est un diocèse de l'Église catholique en Espagne, suffragant de l'archidiocèse de Tolède.

## Territoire

Carte des diocèses d'Espagne avec le diocèse d'Albacete en rouge

Suffragant de l'archidiocèse de Tolède, le diocèse possède les mêmes frontières que la province d'Albacete avec un territoire de 14926 km2 qui comprend 194 paroisses regroupées en 12 archidiaconés et a son évêché à Albacete où se trouve la cathédrale Saint-Jean-Baptiste.

## Histoire
Le diocèse est érigé par Pie XII le 2 novembre 1949 par la bulle Inter Praecipua et exécuté par le nonce apostolique Gaetano Cicognani qui décrète le 3 septembre 1950 que le nouveau diocèse est suffragant de l'archidiocèse de Valence.
Pour établir une base territoriale au nouveau siège, on sépare du diocèse de Carthagène les archidiaconés d'Albacete, Almansa, Casas Ibáñez, Chinchilla, Hellín, Jorquera et Yeste qui étaient dans la province d'Albacete ; du diocèse de Cuenca, on retire l'archidiaconé de La Roda et enfin la ville de Caudete du diocèse d'Orihuela. L'ancienne église paroissiale de Saint-Jean-Baptiste d'Albacete est élevée au rang de cathédrale le 5 mai 1955. Par la suite, le 25 juillet 1966, la zone d'Alcaraz et de Campo de Montiel (es) appartenant au diocèse de Tolède incorpore le nouveau diocèse. 
Par décret de la congrégation pour les évêques du 28 juillet 1994, le diocèse est séparé de la province ecclésiastique de Valence et intègre celle de Tolède ; l'archidiocèse de Tolède réunissant ainsi toutes les provinces (Albacete, Ciudad Real, Cuenca, Guadalajara et Tolède) qui correspondent à la division civile de la communauté autonome de Castille-La Manche, ce décret est exécuté le 30 octobre 1994 dans la cathédrale d'Albacete.

## Source
- (es) Cet article est partiellement ou en totalité issu de l’article de Wikipédia en espagnol intitulé « Diócesis de Albacete » (voir la liste des auteurs).